# Ciara Bravo
Ciara Quinn Bravo (Alexandria, Kentucky, 18 de março de 1997) é uma atriz norte-americana. Ela é mais conhecida por seu papel como Katie Knight na série da Nickelodeon, Big Time Rush, ainda na Nickelodeon estrelou dois filmes sendo eles Swindle e Jinxed. Além disso participou de Can You Teach My Alligator Manners? e Washed Up. E na FOX, estrelou na série Red Band Society, onde interpretava Emma Chota, uma menina com anorexia. Atualmente, está no elenco da série Second Chance da FOX, interpretando Grace.

## Filmografia

### Filme
| Ano       | Título             | Personagem          | Notas                  |
| --------- | ------------------ | ------------------- | ---------------------- |
| 2009      | Angels & Demons    | Garota italiana     | Não-creditada          |
| 2009      | The Cafeteria      | Caroline            | Curta-metragem         |
| 2009      | Washed Up          | Sarah               | Curta-metragem         |
| 2010      | Open Season 3      | Gesalita            | Direto para vídeo; voz |
| 2011      | Cinnamon           | Heather             | Direto para vídeo      |
| 2016      | Vizinhos 2         | Garota da irmandade |                        |
| 2017      | To the Bone        | Tracy               |                        |
| 2018      | The Long Dumb Road | Ashly Richards      |                        |
| 2021      | Cherry (2021)      | Emily               | Pós-produção           |
| 2014-2015 | Red Band Society   | Emma Chota          |                        |
| 2013      | Swindle            | Melissa Dukakis     |                        |
| 2013      | Jinxed             | Meg Murphy          |                        |
| 2009–13   | Big Time Rush      | Katie Knight        |                        |

### Televisão
| Ano       | Titulo                                     | Personagem       | Notas                |
| --------- | ------------------------------------------ | ---------------- | -------------------- |
| 2008      | Can You Teach My Alligator Manners?        | Vozes adicionais | 2 episódios          |
| 2009      | Special Agent Oso                          | Sarah            | 1 episódio           |
| 2009-2013 | Big Time Rush                              | Katie Knight     | Personagem principal |
| 2011      | Ice Age: A Mammoth Christmas               | Peaches          |                      |
| 2011      | Happiness Is a Warm Blanket, Charlie Brown | Patty            |                      |
| 2011      | BrainSurge                                 | Ela mesma        |                      |
| 2012      | Figure It Out                              | Ela mesma        |                      |
| 2012      | Big Time Movie                             | Katie Knight     |                      |
| 2012      | The Penguins of Madagascar                 | Hunter           |                      |
| 2013      | Swindie                                    | Melissa Bing     |                      |
| 2013      | Jinxed                                     | Meg Murphy       |                      |
| 2013      | Supah Ninjas                               | Kylie            |                      |
| 2013      | AwesomenessTV                              | Ela mesma        |                      |
| 2013      | The Haunted Hathaways                      | Blair            |                      |
| 2016      | NCIS                                       | Amanda Campbell  |                      |
| 2017      | Agents of S.H.I.E.L.D.                     | Abby             |                      |
|           | Wayne                                      | Del              |                      |
| 2019      | Into the Dark                              | Lacey            |                      |